# Philip Billing
Philip Anyanwu Billing (Esbjerg, 11 de junho de 1996) é um futebolista profissional dinamarquês que atua como meio-campista. Atualmente joga no Napoli, emprestado pelo Bournemouth.

## Carreira

### Aston Villa
Philip Billing se profissionalizou no Huddersfield Town, em 2014.

## Seleção
Philip Billing atuou nas categorias Sub-19, Sub-21 e principal, da Dinamarca.

## Títulos
Huddersfield Town
- EFL Championship play-offs: 2016–17[2]

#### Napoli
- Serie A TIM: 2024–25